# Pleodendron macranthum
O Chupacallos (Pleodendron macranthum) é uma pequena planta da família Canellaceae. Ocorre exclusivamente em matas úmidas de Porto Rico. Sua população é extremamente diminuta, com apenas de 10 a 12 indivíduos. Pouco se sabe sobre a espécie, e os dados de conservação da IUCN sobre a mesma foram atualizados pela última vez em 1998.